# Paralimnophila bingelima
Paralimnophila bingelima är en tvåvingeart som beskrevs av Günther Theischinger 1996. Paralimnophila bingelima ingår i släktet Paralimnophila och familjen småharkrankar. Inga underarter finns listade i Catalogue of Life.